# Bélogradtchik
Bélogradtchik (en bulgare Белоградчик) est une ville située dans le nord-ouest de la Bulgarie.

## Géographie
La ville de Bélogradtchik est située à l'extrémité nord-ouest de la Bulgarie, à 165 km au nord-nord-ouest de Sofia.
La ville est le chef-lieu de la commune de Bélogradtchik, qui fait partie de la région de Vidin.
| 1946  | 1956  | 1965  | 1975  | 1985  | 1992  | 2001  | 2005  | 2010  |
| ----- | ----- | ----- | ----- | ----- | ----- | ----- | ----- | ----- |
| 2 192 | 3 444 | 5 178 | 6 898 | 7 256 | 6 635 | 5 838 | 5 542 | 5 667 |

| 2015  | - | - | - | - | - | - | - | - |
| ----- | - | - | - | - | - | - | - | - |
| 4 778 | - | - | - | - | - | - | - | - |

,,

## Économie
Bélogradtchik est la « destination européenne d’excellence » sélectionnée pour la Bulgarie, à l'issue de la session de 2008 du concours européen pour l’excellence dans le domaine touristique, organisé dans le cadre du projet EDEN encourageant les modèles de développement d'un tourisme durable, et qui récompense une destination par pays participant (le thème du concours cette année-là est : « Tourisme et patrimoine immatériel local »).

## Galerie

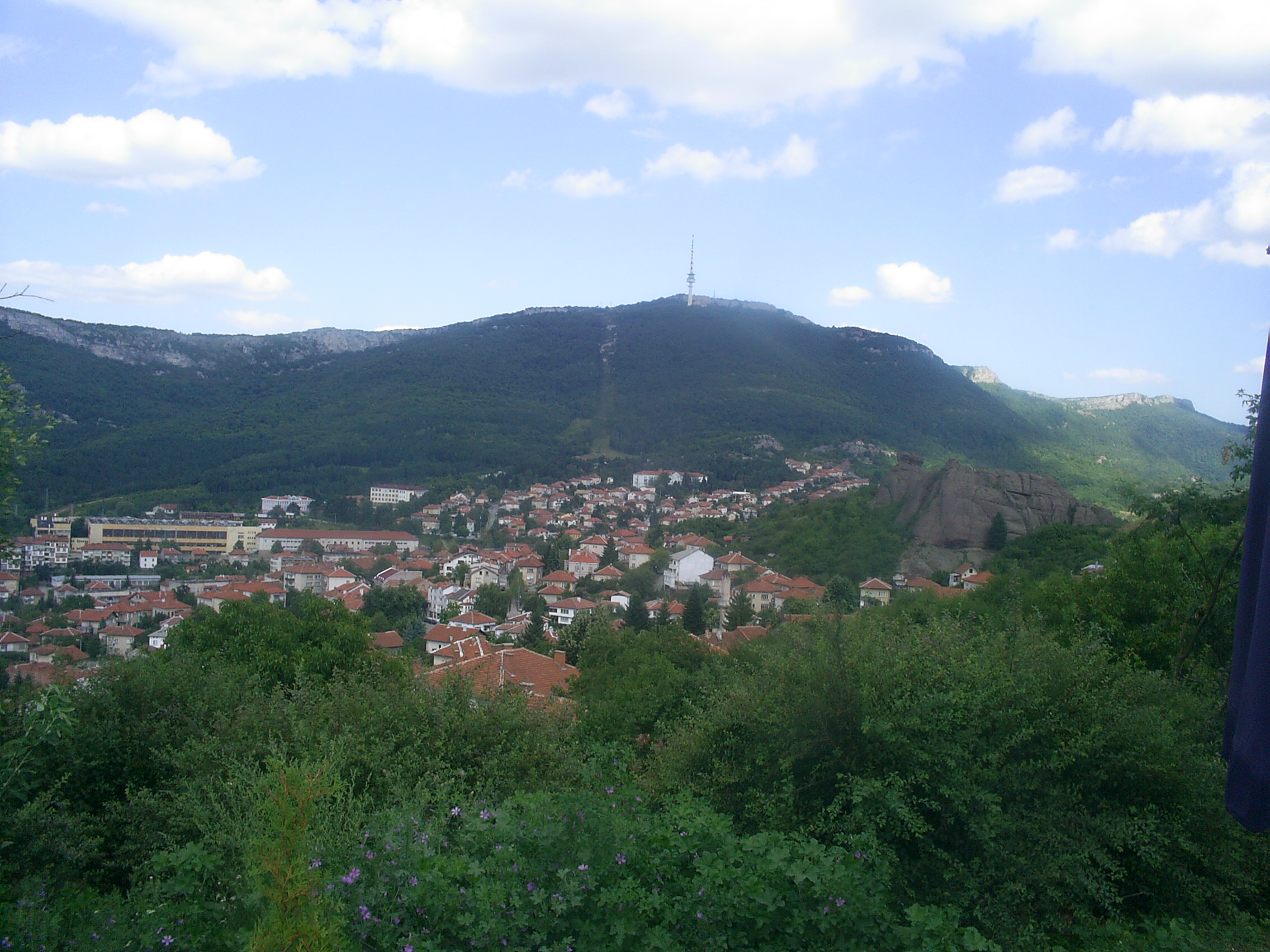
La cuvette de Bélogradtchik
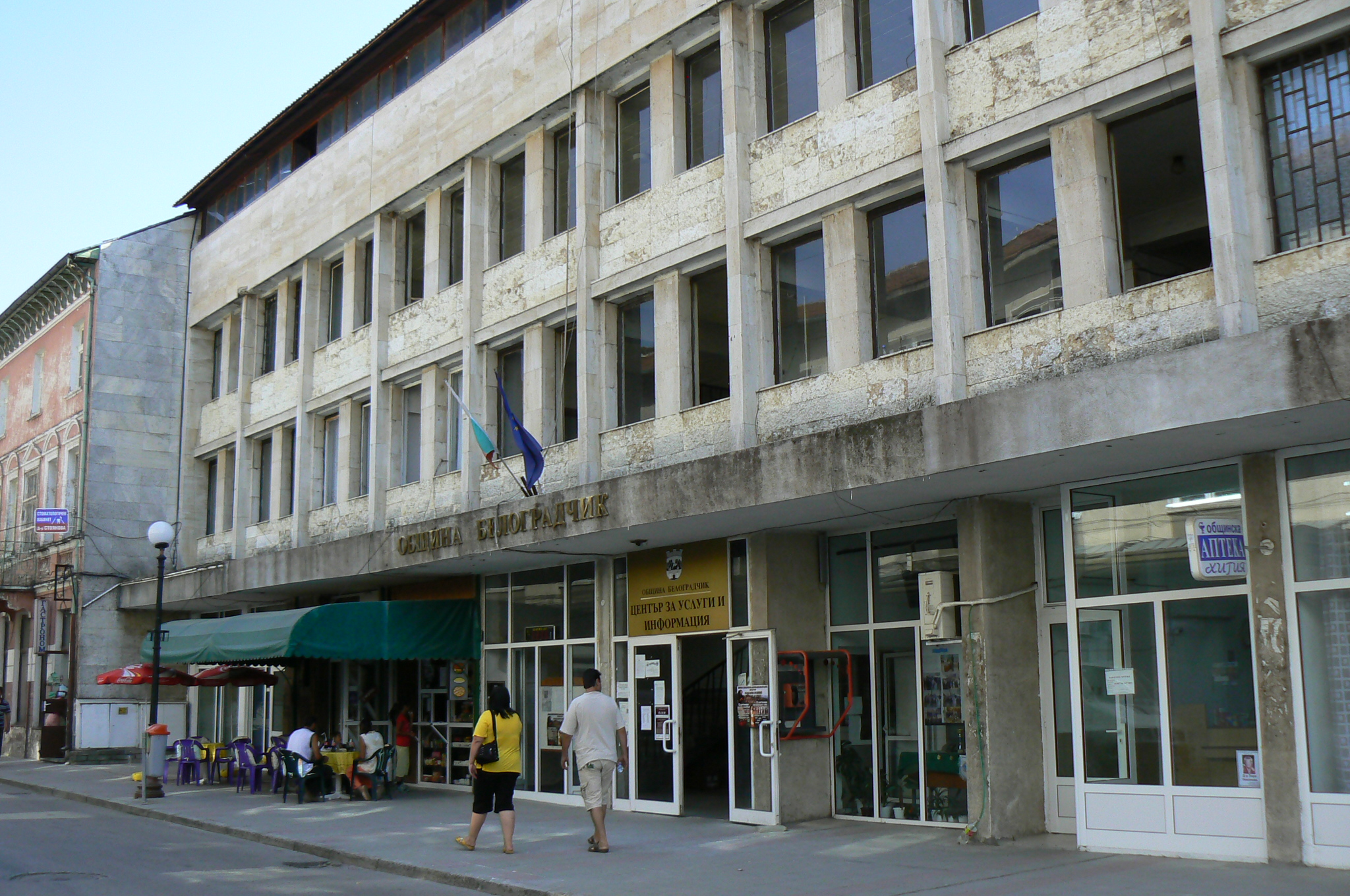
La mairie
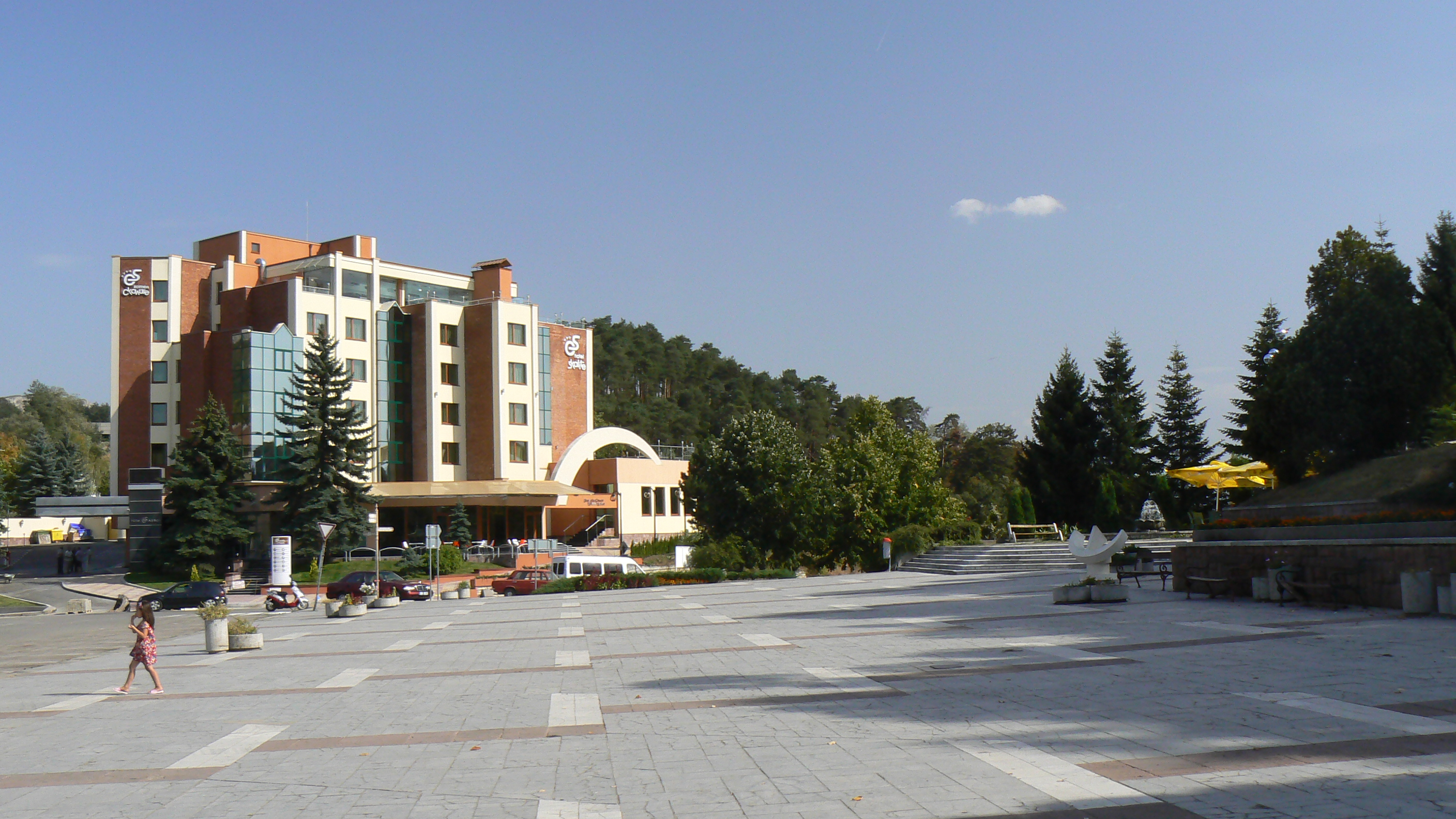
La place centrale
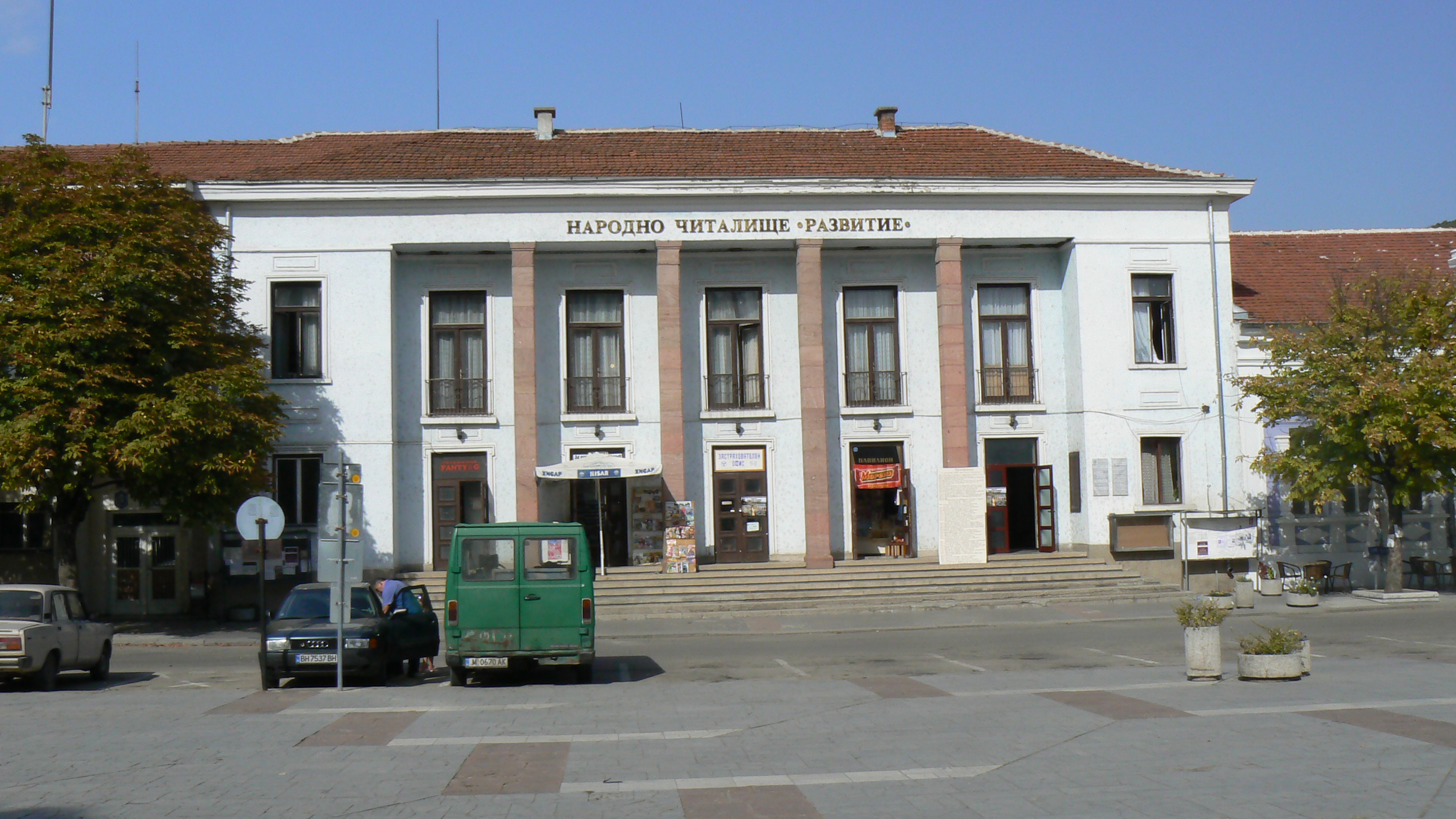
La maison de la culture
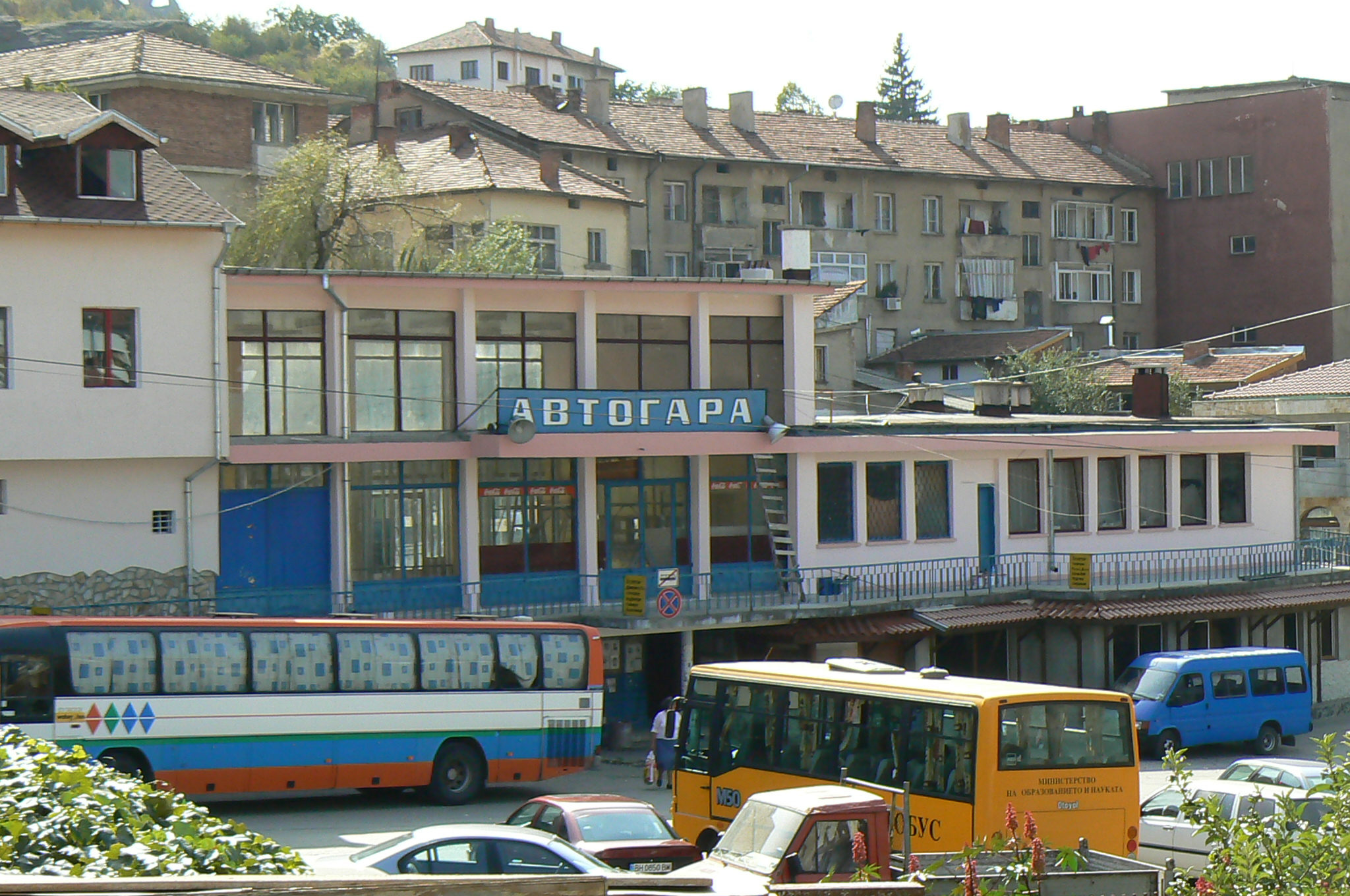
La gare routière
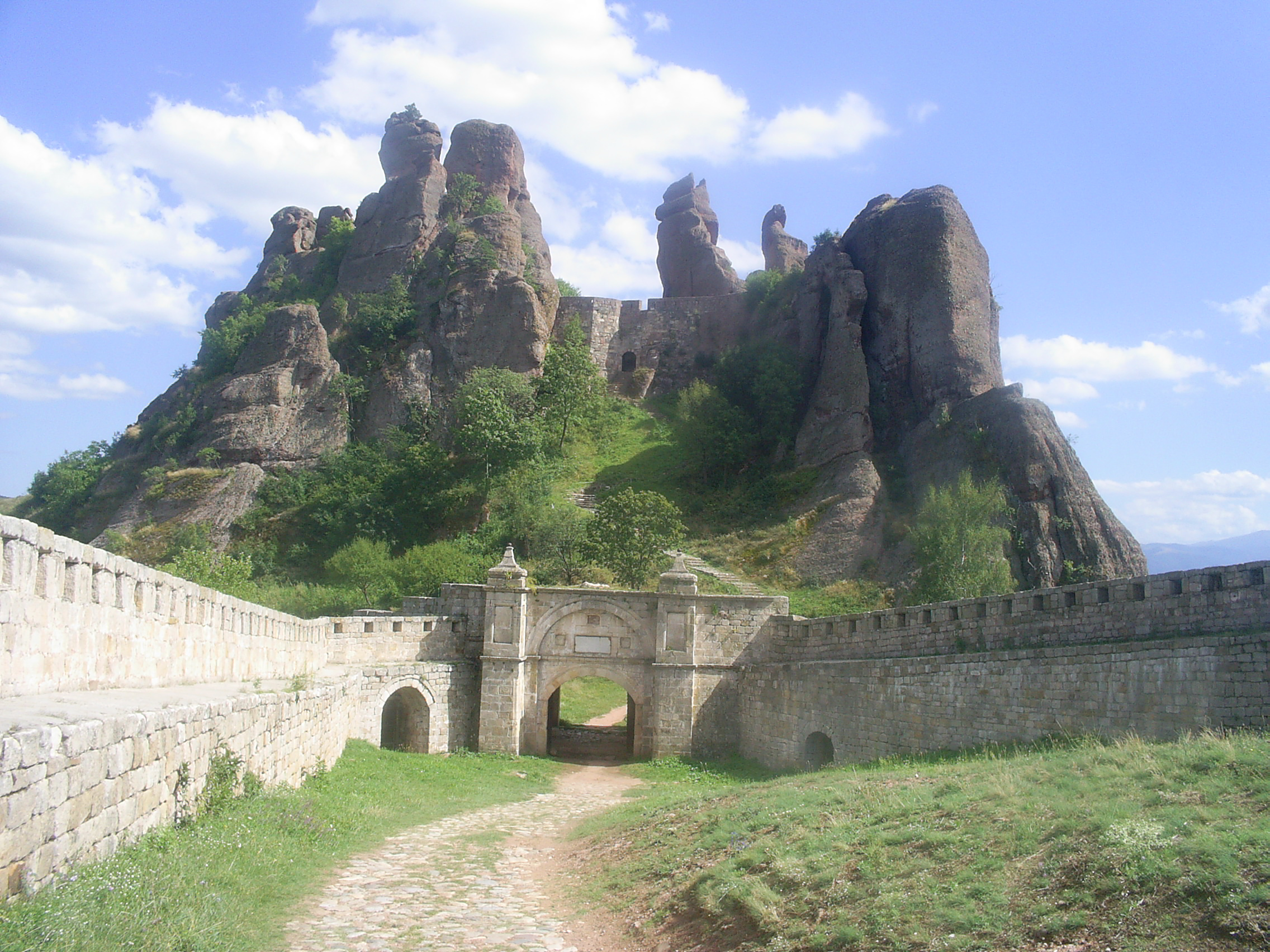
Les rochers et la forteresse de Bélogradtchik
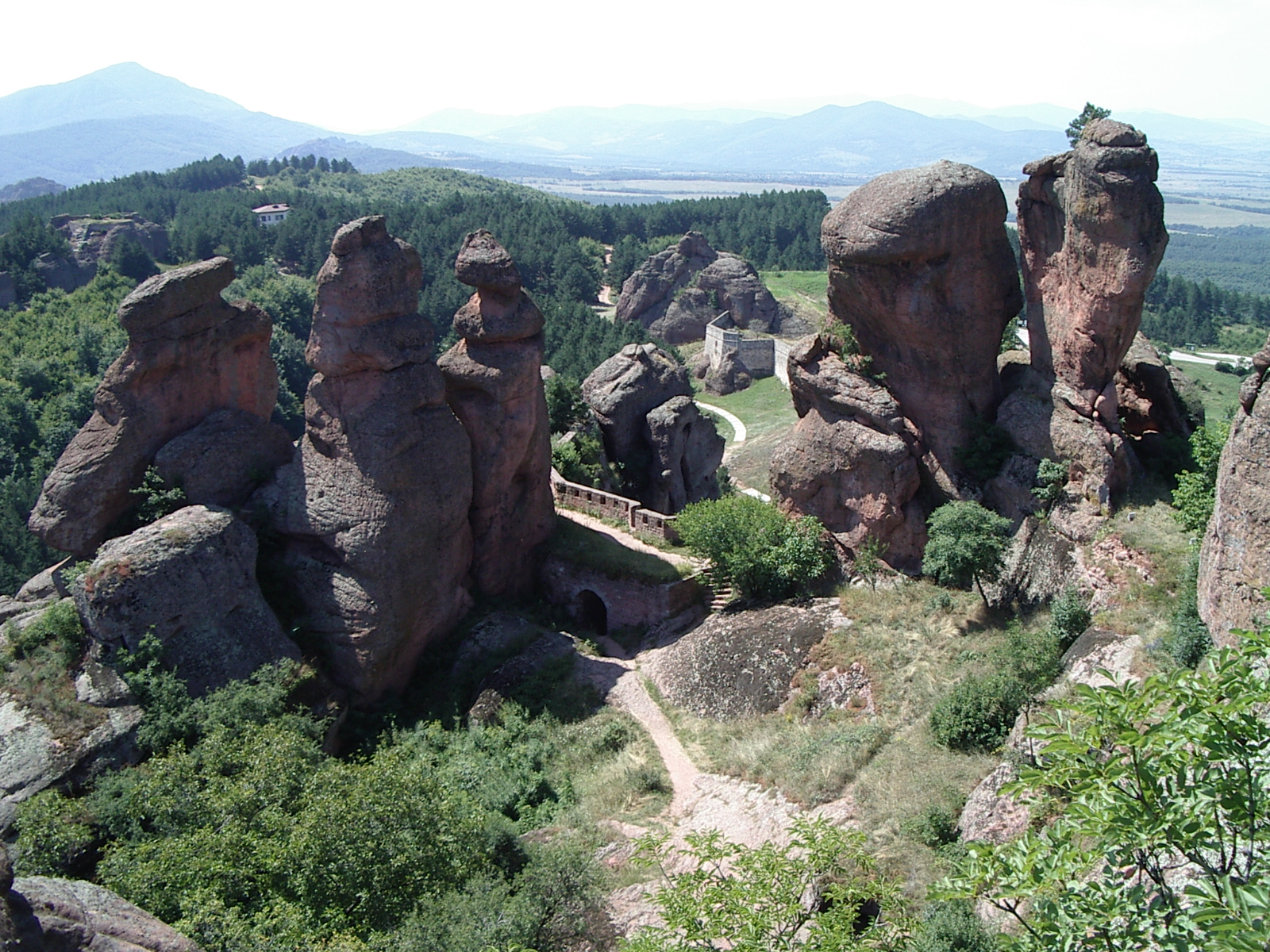
Les rochers et la forteresse de Belogradtchik
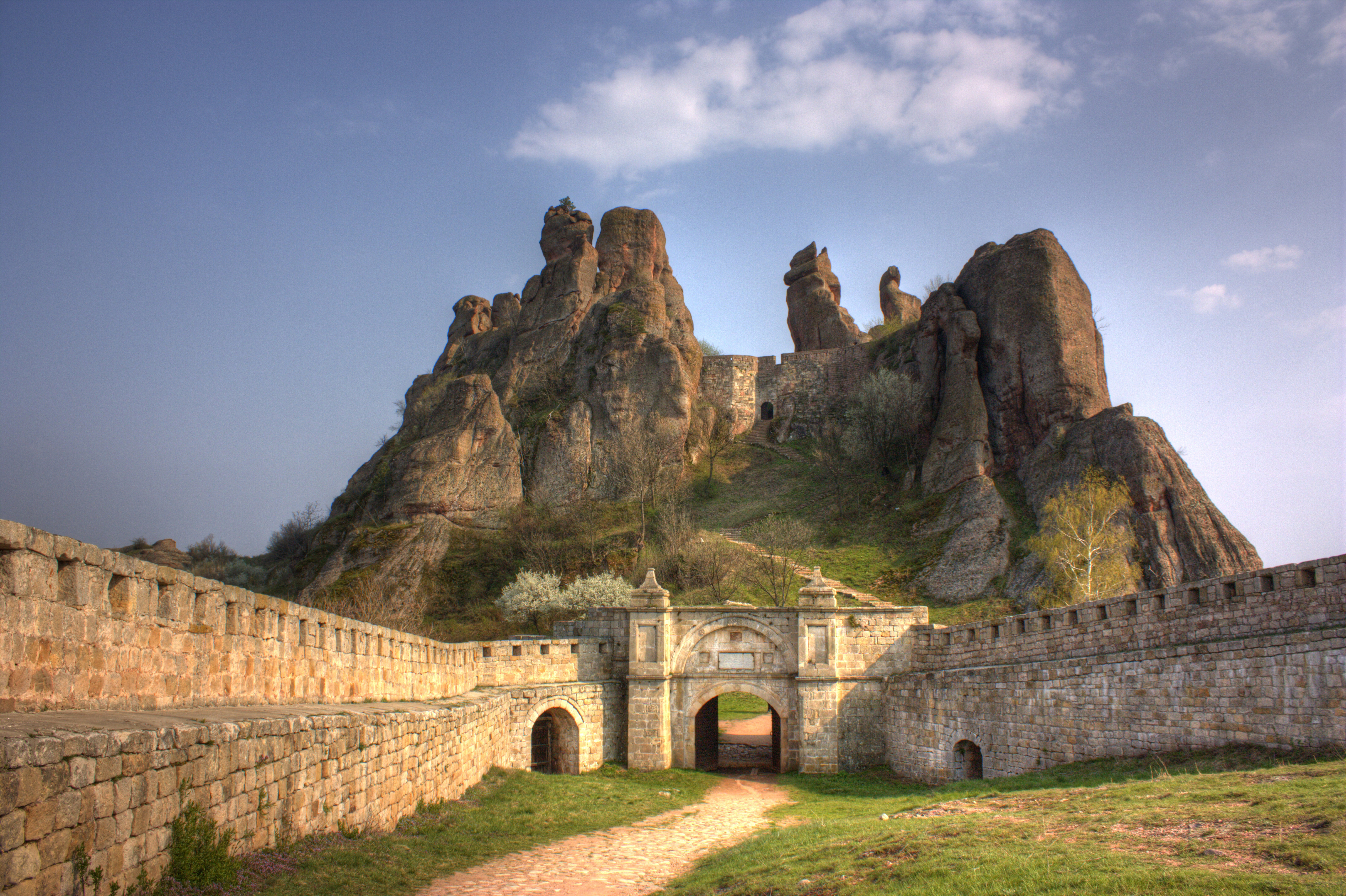
La forteresse de Belogradtchik